# Castello di Corigliano Calabro
Il castello di Corigliano Calabro è una fortezza risalente all'XI secolo, sito a Corigliano Calabro, nel comune di Corigliano-Rossano, in provincia di Cosenza. È stato definito come uno "fra i castelli più belli e meglio conservati esistenti nell'Italia meridionale".
Il castello è un monumento nazionale dal 1927 ed è divenuto un museo storico artistico culturale. Il piano superiore del castello viene utilizzato per mostre pittoriche, fotografiche, convegni e altri eventi.

## Storia

### Origini

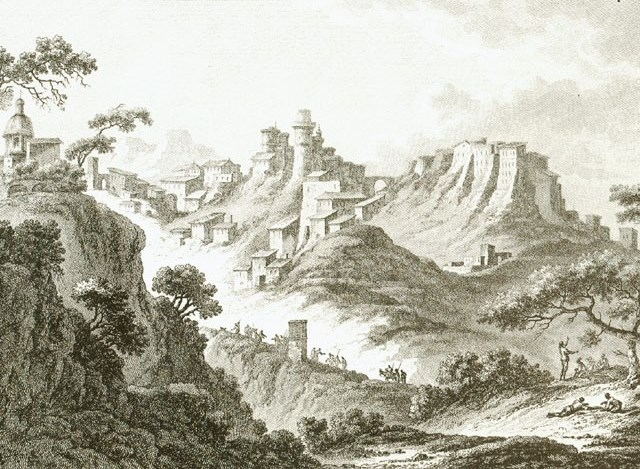
Torre normanna mastio nel 1073

L'origine del castello di Corigliano Calabro è legata alla figura di Roberto il Guiscardo (Roberto d'Altavilla), il condottiero normanno d'aspetto gigantesco. Fu lui, secondo il suo biografo Goffredo Malaterra, a volere nel 1073 la costruzione di un fortilizio vicino Rossano, nell'ambito della linea di difesa realizzata in Valle Crati tra il 1064 e il 1080. Rossano era allora ancora fortemente permeata di religiosità e cultura bizantina e frequenti erano gli episodi di ribellione verso i nuovi conquistatori. La vicina Corigliano, pur essendo solo un piccolo borgo arroccato sulla collina detta "del Serratore", poteva subirne l'influenza e Roberto non voleva correre rischi. Da qui la decisione di costruire il castello che, secondo la tradizione normanna, aveva non tanto lo scopo di proteggere il territorio da pericoli esterni, quanto di far sentire alla comunità il peso del potere dominicale.
Il primo signore del castello di Corigliano fu un vassallo del Guiscardo, Framundo, proveniente da L'Oudon in Francia, al quale seguirono suo fratello Rinaldo e poi suo nipote Guglielmo.
Il presidio Castellare di Corigliano unitamente al presidio monastico castellare di San Mauro, sorti su monasteri, furono concessi dall'Imperatore Federico II di Svevia all'arcivescovo Cicala, in fidecommisso.

### I Sanseverino

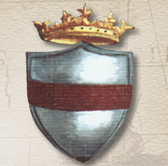
Stemma della famiglia Sanseverino

Dopo un secolo dalla costruzione della fortezza il re Tancredi di Sicilia concesse in feudo Corigliano e tutte le sue terre a Ruggero Sanseverino di Bisignano nel 1192. I Sanseverino, destinati a diventare una delle famiglie più ricche e potenti del Regno di Napoli, mantennero il loro potere a Corigliano fino al 1616.
Fu Roberto Sanseverino, conte di Corigliano tra il 1339 e il 1361, ad attuare gli interventi che cominciarono a trasformare radicalmente l'aspetto del castello tanto da mitigarne la primitiva immagine militare e renderlo in parte idoneo ad ospitare i membri della famiglia durante la loro permanenza a Corigliano. A questo periodo infatti risale la costruzione all'interno del lato sud della struttura di alcune importanti e comode stanze signorili. Geronimo Sanseverino, nato attorno al 1447, divenne conte di Corigliano nel 1472. Personaggio ambiguo dal carattere debole, influenzato da Antonello Sanseverino, principe di Salerno, suo parente, partecipò alla cosiddetta "congiura dei baroni" che nel 1485 venne ordita contro Ferdinando I d'Aragona.
La rivolta fallì e due anni dopo, nel luglio del 1487, Geronimo assieme ad altri baroni meridionali venne arrestato per alto tradimento e rinchiuso nelle carceri di Castelnuovo dove morì. Sua moglie, Giovanna Gaetani riuscì a salvarsi solo grazie ad una avventurosa fuga che la condusse esule in Francia. A Geronimo vennero anche confiscati tutti i suoi beni, compreso il castello di Corigliano Calabro, affidato al comandante castrovillarese Sansonetto Musitano.
In seguito a questi gravi avvenimenti, il re aragonese si convinse ancora di più della necessità del potenziamento già in atto del sistema difensivo e repressivo del regno, con particolare attenzione alle fortezze, alle torri e ai castelli. Il figlio di Ferdinando, Alfonso, duca di Calabria e poi re di Napoli, effettuò un viaggio di ispezione in Calabria dal 2 gennaio al 22 aprile del 1489, accompagnato dall'architetto fiorentino Antonio Marchesi da Settignano, allievo di Francesco di Giorgio Martini il più grande architetto militare del tempo. La folta comitiva reale soggiornò a Corigliano dal 20 al 22 marzo ed in quell' occasione furono decisi i lavori di ristrutturazione e consolidamento che avrebbero dato al castello di Corigliano la caratteristica impronta "aragonese". Venne rafforzato il potente mastio collegato al castello tramite un ponte levatoio, fu allargato e reso più profondo il fossato su cui si poggiavano le scarpate delle torri di cui tre di loro sono più piccole e incastonate alla struttura quadrangolare, venne anche rafforzato il ponte levatoio principale protetto dal rivellino piccola struttura importante per la difesa del ponte stesso. I lavori si conclusero nel 1490.
Dopo la vittoriosa conquista del Regno di Napoli da parte del re francese Carlo VIII ai Sanseverino vennero restituiti i beni loro confiscati (la contea e il castello di corigliano) da Ferdinando d'Aragona al tempo della celebre congiura dei baroni il 1º maggio del 1495. Fu Bernardino, figlio primogenito di Geronimo, il beneficiario del decreto reale di restituzione dei beni. Agli inizi del Cinquecento cominciò per Corigliano una costante crescita demografica.

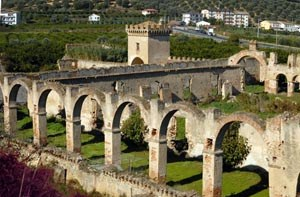
Castello di San Mauro, Corigliano

Pietro Antonio Sanseverino passò alla storia per la sua eccezionale prodigalità. A lui e la moglie Elena Castriota, pronipote dell'eroe albanese Giorgio Castriota Scanderbeg, si deve l'accoglienza dell'imperatore Carlo V, di ritorno dalla spedizione di Tunisi, nel castello di San Mauro dal 9 al 12 novembre del 1535.
Nel 1538 il terribile pirata Barbarossa, nel corso di una delle sue incursioni in Calabria alla ricerca di schiavi e ricchezze, rivolse il suo attacco al territorio di Corigliano. I coriglianesi, dopo una vana resistenza erano sul punto di cedere quando Pietro Antonio Sanseverino, sedicesimo conte di Corigliano, fece diffondere la notizia che un suo servo avevo sognato san Francesco da Paola che gli aveva predetto una sicura vittoria contro i barbari incursori. Rassicurati da questa profezia, i cittadini si raccolsero nel castello e attorno alle porte delle mura cittadine, dopo una strenua resistenza riuscirono ad avere la meglio sui corsari guidati dal Barbarossa.
Circa il 1540 Piero Antonio Sanseverino, dopo avere fatto in parte abbattere ed in parte rimaneggiare la parziale soprastruttura che vi aveva fatto aggiungere il suo avo Roberto Sanseverino, vi fece costruire, ad iniziativa della sua seconda moglie Elena Castriota, delle stanze più vaste e sontuose. Alla morte di Piero Antonio, nel 1559, lasciò un patrimonio dissestatissimo. Nicola Bernardino, che gli succedette, non seppe riportare ordine dello stato delle finanze. Continuò a spendere senza alcuna moderazione, attingendo a piene mani al patrimonio familiare, fino alla sua morte, avvenuta a Napoli nel 1606.

### I Saluzzo

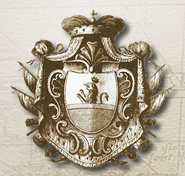
stemma della famiglia Saluzzo

Nel 1616, il feudo di Corigliano e San Mauro, il più grande di casa Sanseverino, già confiscato dal potere regio per debiti arretrati, venne posto in vendita per sanare, almeno in parte, gli ingenti debiti.
Gli acquirenti furono i baroni Agostino e Giovan Filippo Saluzzo, figli del ricco mercante genovese Giacomo, che pagarono, ciascuno per la sua metà, la somma complessiva di 315.000 ducati. L'acquisto fu perfezionato da un prestanome, Vincenzo Capece, per evitare il "vallimento", tassa dovuta alla Regia Corte dagli stranieri che si rendevano proprietari di feudi nel Regno di Napoli.
I nuovi signori del feudo non riuscirono ad impedire il degrado ed il progressivo impoverimento del territorio. Aumentarono in pianura le zone paludose, riprese ad imperversare la malaria, mentre l'eccessivo sfruttamento fiscale degli Spagnoli provocava malcontento ed agitazioni sociali.
Nel 1647 il popolo di Corigliano si riversò in armi attorno al castello, stanco del potere feudale dei Saluzzo, diventato particolarmente vessatorio e rapace. Era il 18 luglio, appena un giorno dopo l'inizio della rivolta anti spagnola scoppiata a Cosenza e dieci giorni dopo lo scoppio rivoluzionario napoletano guidato da Masaniello. Il motivo fu il rifiuto del governatore della città di applicare un decreto vicereale che aboliva una tassa sulla farina. Alla testa della sommossa si mise il sindaco di Corigliano, Alessandro Mezzotero, affiancato dai notabili locali che speravano così di liberarsi di un feudatario diventato troppo esoso. La protesta ebbe successo e il governatore tre giorni dopo firmò lo statuto con cui, tra l'altro, si riconosceva l'indebita appropriazione di beni pubblici e privati da parte del feudatario e si garantiva la libertà di commercio e di iniziativa economica. Ma Agostino II Saluzzo, piombato a Corigliano, si rifiutò di ratificare l'accordo. Una nuova ondata di disordini allora cambiò carattere alla rivolta, tanto che la frazione popolare assunse il controllo della città, sotto la guida di Pompeo Perrone. Il Saluzzo si barricò nel castello e qui riuscì a resistere per alcuni mesi persino quando fu assalito e assediato a lungo dalle truppe rivoltose repubblicane guidate da Marcello Tosardo.
In seguito a questi fatti, colpito dalla fedeltà dimostrata alla causa spagnola, nel 1649 Filippo IV di Spagna concesse ad Agostino, ed ai successori, il titolo di Duca sulla terra di Corigliano.

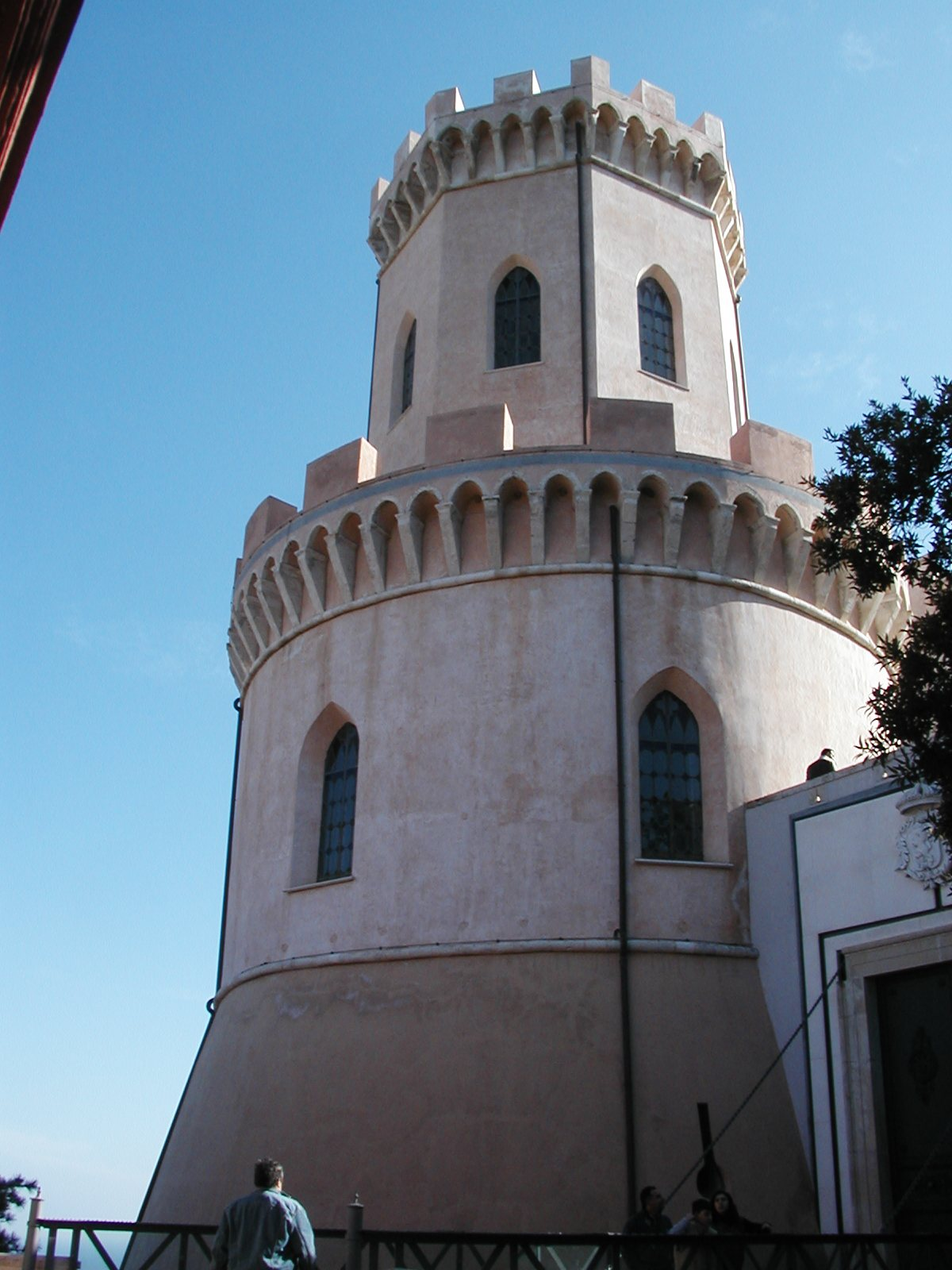
La torre originatrice del castello

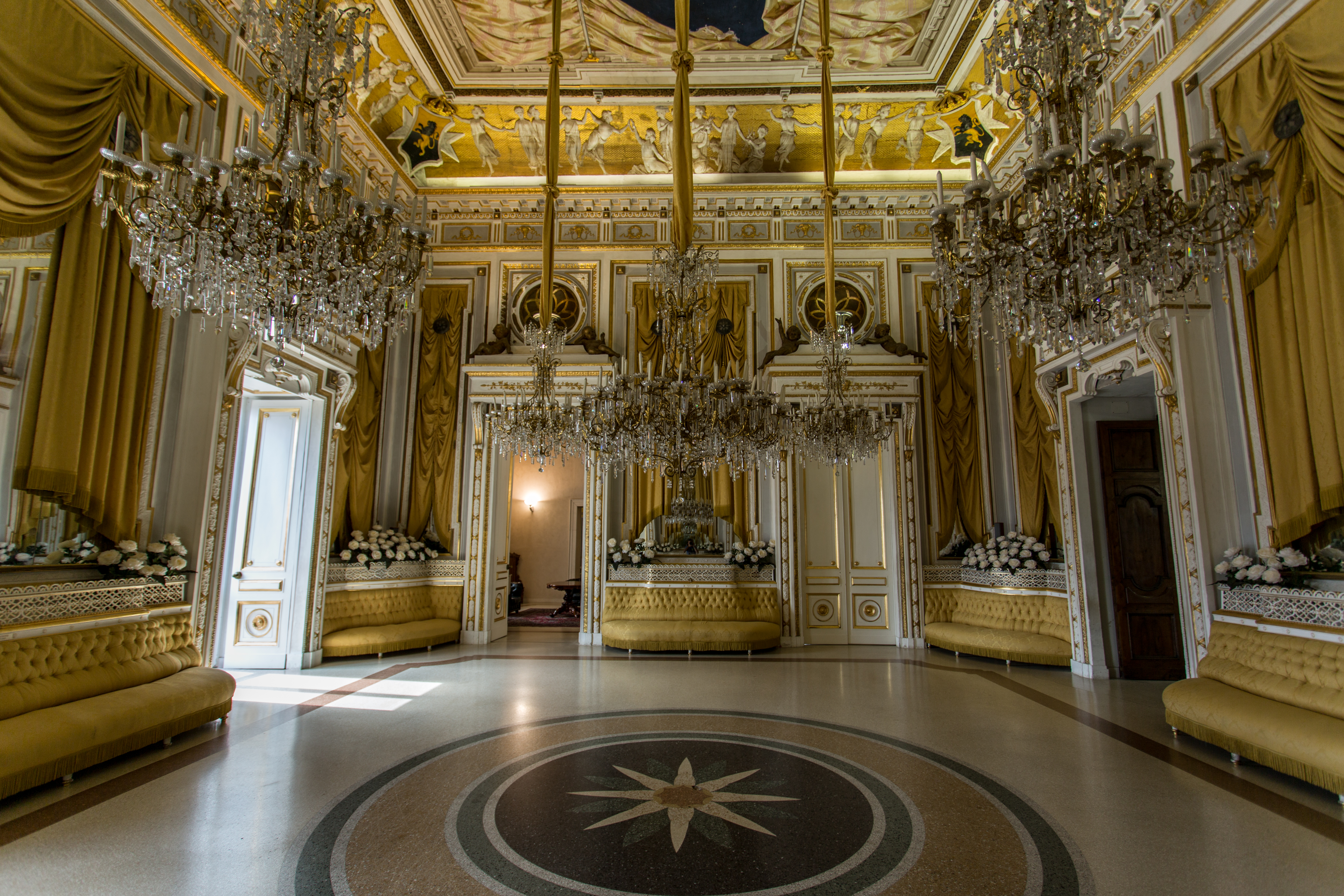
Salone degli specchi

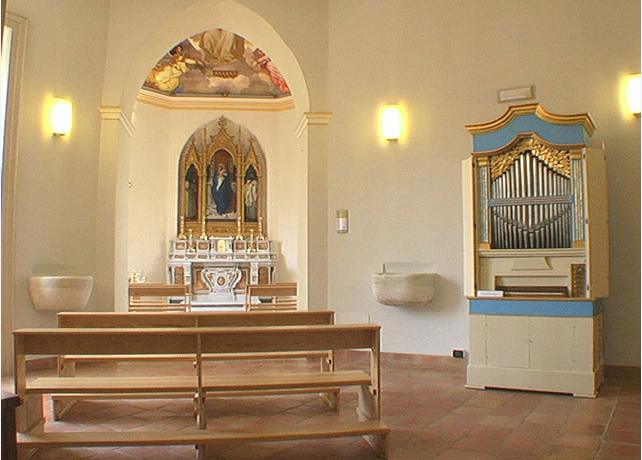
Cappella di San Agostino

Furono i Saluzzo a trasformare e migliorare radicalmente l'aspetto del poderoso castello, tanto che ben presto esso divenne la loro abituale dimora. Ad essi risalgono i lavori per la realizzazione della torretta ottagonale che sovrasta il mastio, la sistemazione del piazzale interno mediante due rampe di scale d'accesso, la ristrutturazione e la decorazione di numerosi ambienti, nonché l'ampia balconata esterna di cui fu dotato Salone degli specchi. Da questa balconata si poteva scendere, mediante due gradinate in ferro, su di una terrazza, ricavata sul tetto di una scuderia attrezzata e funzionale.
Ad Agostino II si deve anche la realizzazione della cappella dedicata a Sant'Agostino, arricchita di preziosi arredi ed opere d'arte e destinata ad essere officiata "sino alla fine del mondo" , come lasciò scritto nel suo testamento.
Nel Settecento la situazione economica del territorio migliorò. I Saluzzo attuarono notevoli opere di bonifica, investendo con decisione nello sviluppo della grande azienda agraria, incrementando il commercio del grano e dell'olio, puntando sulla produzione di pasta e liquirizia.

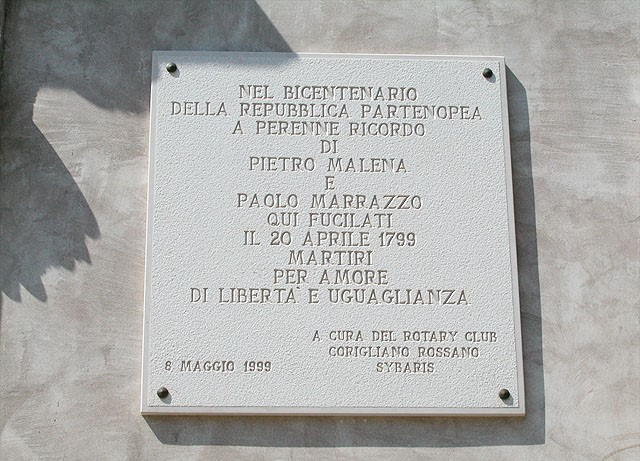
Targa dedicata a Pietro Malena e Vincenzo Marrazzo fucilati nel piazzale del castello

Gli avvenimenti del 1799 e quelli successivi, legati al periodo della dominazione francese nel Regno di Napoli ebbero vaste ripercussioni anche a Corigliano. I Saluzzo, furono incarcerati.
Nell'aprile del 1799, il cardinale Fabrizio Ruffo, alla guida delle armate sanfediste che dovevano riportare sul trono Ferdinando IV, arrivò a Corigliano e installò il suo quartiere generale nel castello. Qui furono imprigionati numerosi sostenitori della repubblica e in seguito ad un processo sommario fucilati, nel piazzale delle armi, i rossanesi Pietro Malena e Vincenzo Marrazzo.
Il 1º agosto 1806 Corigliano rifiutò aiuti e viveri alle truppe in ritirata del generale francese Reyner e per questo fu assalita e brutalmente saccheggiata. Tre anni dopo il territorio risultava pacificato sotto il controllo francese, con una loro Guarnigione stabilmente insediata nel castello. Scrisse all'epoca uno di quegli ufficiali francesi: "[...] Il castello è una pianta quadrata, fiancheggiato da possenti torri e circondato da un largo fossato scavato nella roccia. Vi si accede attraverso un ponte levatoio, cosa che ne fa una piccola cittadella. Ufficiali e soldati vi hanno trovato un comodo alloggio. I nostri appartamenti affacciano su una magnifica terrazza da dove si gode uno dei più bei panorami che possa offrire l'Italia. [...]"
Per i Saluzzo l'abolizione della feudalità attuata dai Francesi rappresentò il colpo di grazia rispetto ad una situazione economica che era diventata già pesante alla fine del Settecento.

### I Compagna

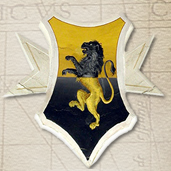
stemma della famiglia Compagna

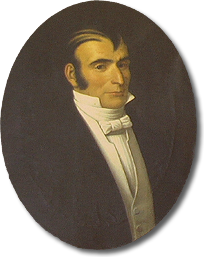
Barone Giuseppe Compagna

Nel 1822 i Saluzzo furono costretti a cedere tutte le loro proprietà al Don Giuseppe Compagna (1780-1834), nato a Corigliano ma di origini longobucchesi, barone di Cocoruzzo e Rocca d’Evandro. Uomo d'affari spregiudicato ed abile, il Compagna riuscì a ricomporre la grande proprietà fondiaria che le leggi antifeudali del 1806-1808 avevano tentato di frazionare.
L'acquisto del castello fu perfezionato dal Compagna nel 1828 e suo figlio Luigi (1828-1880) vi portò le ultime, definitive, modifiche a partire dal 1870 e lo amministrò fino al 1925,
fissandovi la propria residenza.
Utilizzando una parte del grande piazzale, completò i tre lati della struttura, inglobando in essa la chiesa di Sant'Agostino, fino ad allora separata dal castello ed innalzando un secondo piano abitabile. Da questi ampliamenti si ottenne anche un ampio e severo corridoio antistante il Salone degli Specchi. Il lato Nord del fossato fu ceduto al Comune, che lo abbatté ed al suo posto fece costruire una strada, l'attuale via Tricarico. Demolita anche la grande scuderia e su tutto il fossato nacque una graziosa villetta chiamata proprio "Villa Compagna", ricca di fiori rari di piante e animali esotici. Il piano superiore del Rivellino fu ristrutturato ed adibito a sede dell'Amministrazione di casa Compagna.

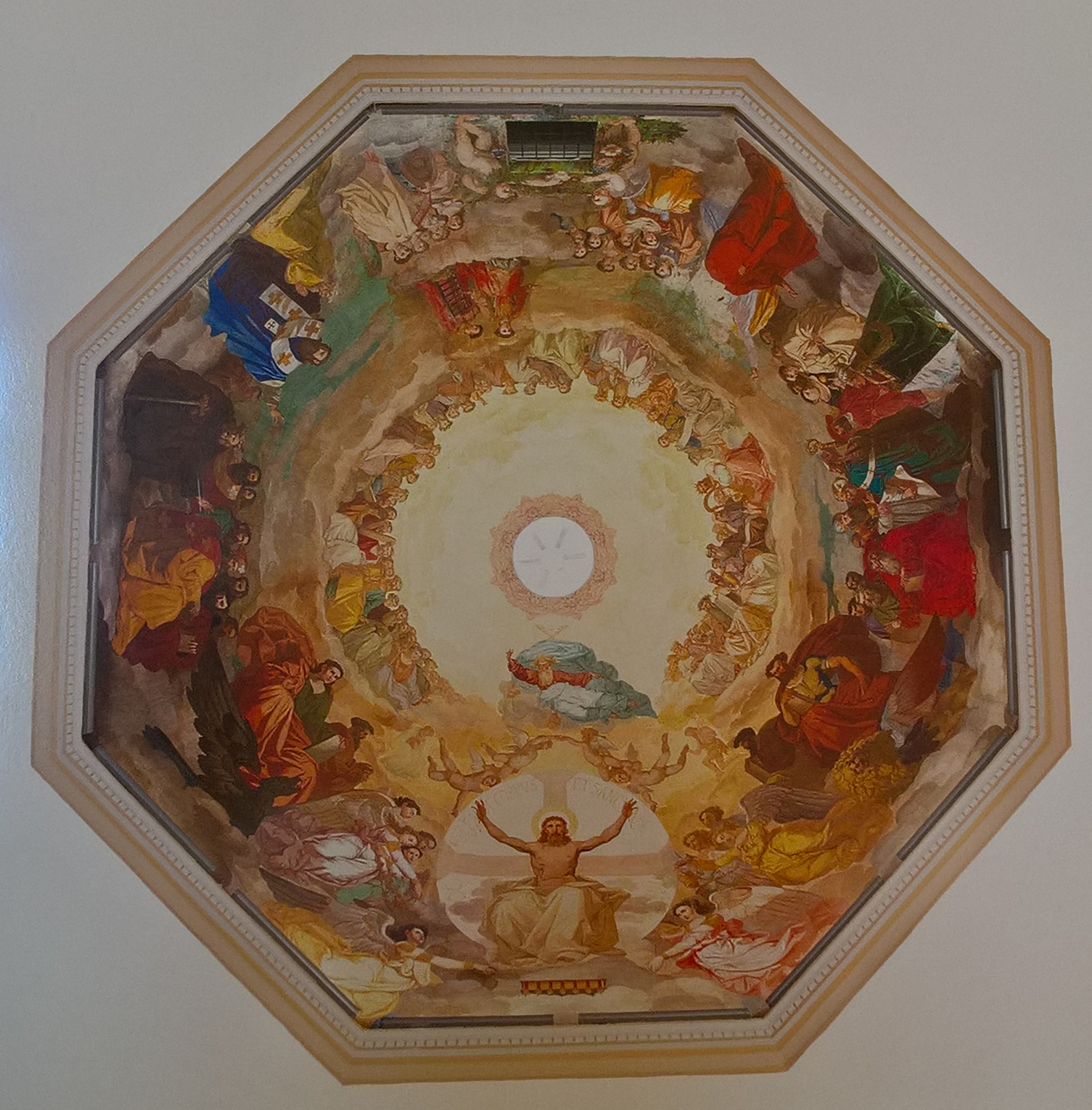
Affresco di Girolamo Varna nella cupola di Sant'Agostino con il titolo: Il trionfo della fede

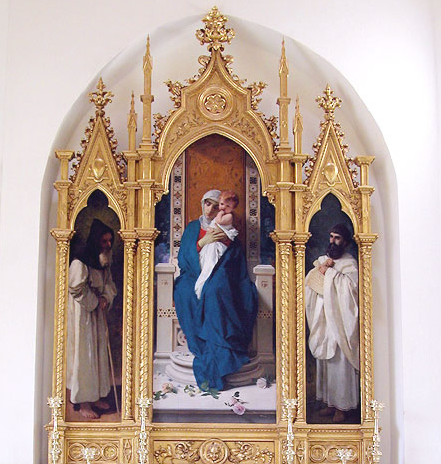
Il trittico della "Madonna delle Rose con ai lati Sant'Agostino e Sant'Antonio Abate" di Domenico Morelli, chiesa Sant'Agostino

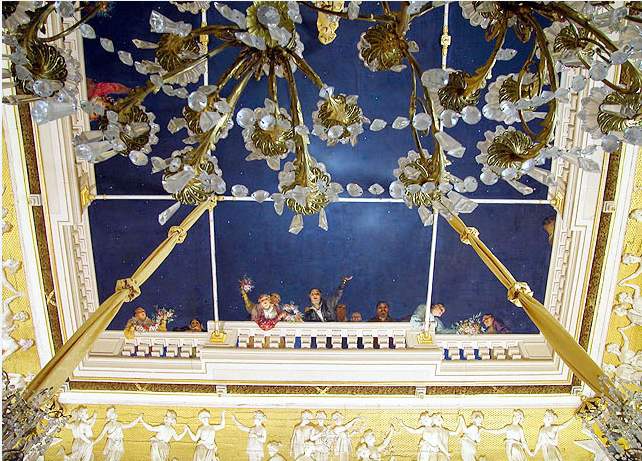
Il "Palcoscenico della vita" di Ignazio Perricci, soffitto salone degli specchi

Infine Luigi Compagna, importante uomo d’affari e politico di prim’ordine, per dare l'ultimo tocco di splendore al castello, chiamò importanti artisti di quel periodo: Domenico Morelli, Ignazio Perricci e Girolamo Varni.
Dal 1866 al 1872, Varni eseguì gli affreschi sulla cupola della Cappella di Sant'Agostino e quelli nei vari livelli della Torre Mastio Tra le decorazioni varniane, alcune delle quali andate perdute (Sala di Venere, Sala di Apollo, Sala da Pranzo e Sala degli Stemmi), spiccano, per la loro complessità tematica e significativo valore artistico. L’affresco della cappella di Sant'Agostino raffigura un Cristo in gloria con attorno santi, sante, patriarchi e dottori della chiesa greca e romana. Gli affreschi interni alla Torre Mastio hanno avuto l’ambizione di raffigurare l’eloquenza nazionalista e postunitaria attraverso la scelta di temi letterari e mitologici. In parte visibili restano gli affreschi del camminamento del fossato-giardino.
Dal 1869 al 1872, lo stesso Luigi Compagna commissionò il trittico della "Madonna delle Rose con ai lati Sant'Agostino e Sant'Antonio Abate", a Domenico Morelli, il più celebre dell'Ottocento napoletano per 23.000 lire.
Nel 1872 Ignazio Perricci da Monopoli decorò il Salone degli Specchi, capolavoro questo dell'arte decorativa del barocco napoletano. Sul soffitto, affrescato con effetto "trompe-l'œil", ossia con una prospettiva aperta su un cielo stellato domina il Palcoscenico della Vita, che raffigura un gruppo di donne e uomini affacciati ad una balaustra che salutano festosi agitando ghirlande e mazzi di fiori.. L'insieme presenta un ricco arredo, impreziosito da lampadari di cristallo di Boemia.
In questi anni il castello aveva assunto la sua forma finale, non era più una rudere fortezza, ma era diventato un castello bello e ricco di opere d'arte una dimora nobiliare degno del suo nome. Dopo la seconda guerra mondiale la famiglia Compagna si trasferì definitivamente a Napoli e per il castello ci fu un periodo di stasi e di decadimento.
Nel salone il caminetto marmoreo è opera dello Scultore Francesco Jerace amico intimo del Conte Compagna.

### Dopo i Compagna
Nel 1970, non potendo più sostenere le spese di gestione, la famiglia Compagna, per una somma simbolica di 20 milioni di lire, offrirono il castello al Comune che non lo accettò, spaventato dagli alti costi necessari alla ristrutturazione e alla gestione. Fu acquistato, invece, dalla Mensa Arcivescovile di Rossano, guidata da Mons. Santo Bergamo il 8 agosto del 1971.
La Curia rossanese, ben presto, si rese conto di non avere fatto un buon affare. Il castello è prestigioso, ma è anche sproporzionatamente costoso rispetto all'uso (sede di una scuola per l'infanzia affidata alle suore) cui veniva adibito. Cominciarono così, alla metà degli anni settanta, discrete trattative, la Curia e il comune di Corigliano, rappresentati dal vescovo Antonio Cantisani e dal sindaco Franco Pistoia. Le trattative vanno a buon fine e il 15 marzo del 1979, con rogito del notaio dott. Gemma Terzi di Corigliano, il castello passò di proprietà al Comune di Corigliano Calabro ad un prezzo di 65 milioni di lire.

### Restauro
Fin dall'inizio si poneva il problema del restauro dell'immobile, ridotto in condizioni di grave degrado. Nel 1980 e poi nel 1983 tre tecnici, l'architetto Mario Candido, l'architetto Leonardo Scarcella e l'ingegnere Giuseppe Smeriglio vengono incaricati della redazione di un progetto generale di consolidamento finanziato restauro e destinazione d'uso del progetto dalla Comunità economica europea.
Dopo 14 anni di restauro 1988-2002, il 15 dicembre 2002 il castello di Corigliano viene consegnato ufficialmente alla comunità locale, presenti il sindaco di Corigliano Calabro Giovanni Battista Genova con la sua giunta e l'architetto Mario Candido responsabile dei lavori di restauro. Tra i rappresentanti delle istituzioni presenti il presidente della provincia di Cosenza Antonio Acri, il presidente della Regione Calabria Giuseppe Chiaravalloti, l'onorevole Vittorio Sgarbi, il vice-ministro alle infrastrutture e ai trasporti onorevole Mario Tassone.

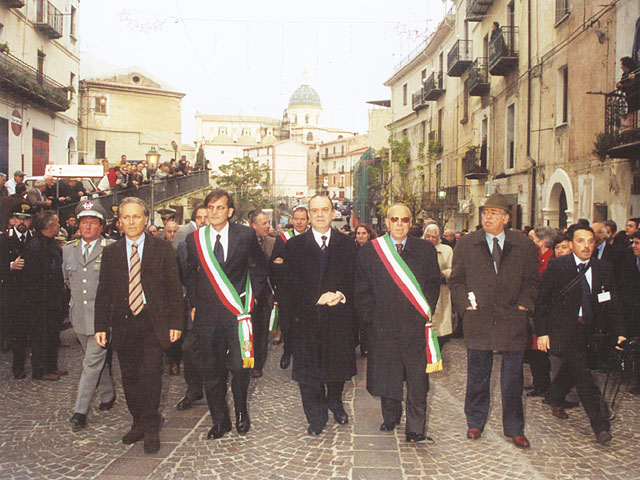
Corteo inaugurazione
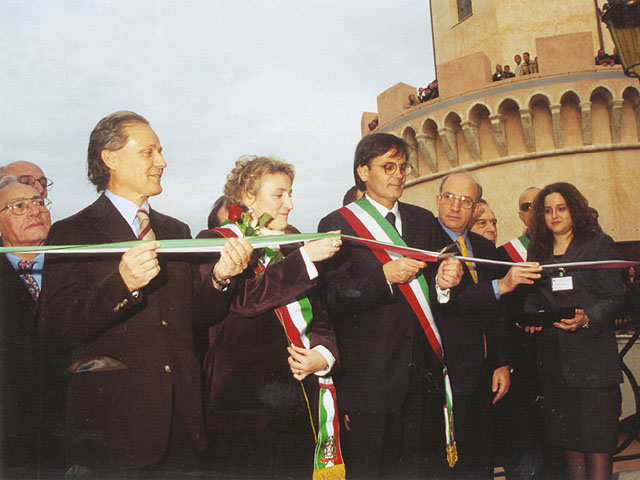
Taglio del nastro del sindaco Genova
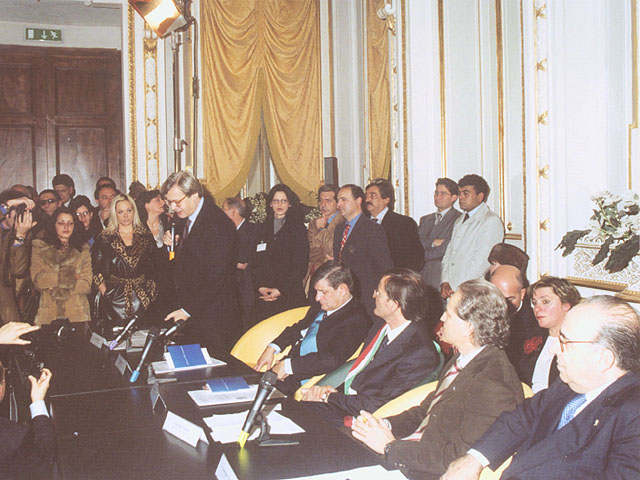
Discorso di Vittorio Sgarbi

## Descrizione
Gli ambienti del castello aperti alle visite sono numerosi: tra questi la prigione del monaco, le cucine ottocentesche, la cappella di Sant'Agostino, la camera da letto del barone e della baronessa, il Salone degli Specchi, la sala da pranzo, torre mastio, il fossato.

### La cappella di Sant’Agostino

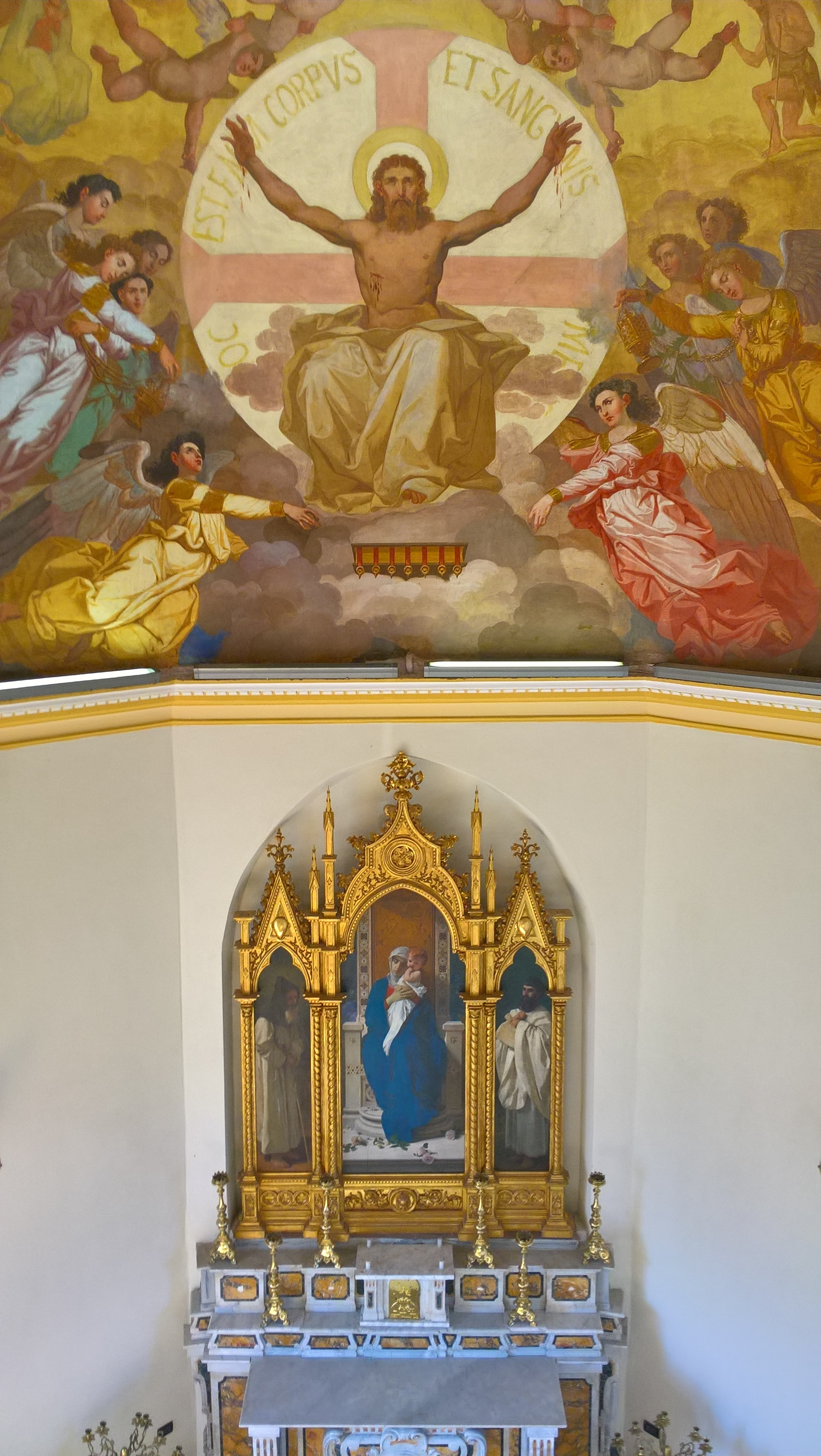
Parte della cupola con l'altare con trittico

La cappella di Sant’Agostino venne edificata, verso la fine del 1650, come piccolo oratorio privato all’interno della torre di ponente del Castello Ducale per volontà del primo duca di Perigliano, Agostino II Saluzzo (1608-1700). Di pianta ottagonale venne affrescata dal pittore ligure Girolamo Varni, un artista finora poco noto, attivo tra Napoli e Firenze.
E il barone Luigi Compagna (1823-1872) a commissionargli l'opera nel 1861 e che lo vedrà impegnato, in oltre quattro anni, sia nella decorazione della piccola cappella che in altri ambienti interni ed esterni al castello. Il maestro appose in questo luogo, lungo la superficie cilindrica della lanterna, la sua firma “Girolamo Varni di […] cominciava il dì 19 febbraio 18[...]”.
Dopo pochi anni gli affreschi vennero interamente coperti, quasi certamente, per volere del celeberrimo maestro napoletano Domenico Morelli (1823-1901), al quale il barone Compagna aveva commissionalo nel 1867 il trittico “Salve Regina! La vergine delle rose”. Opera, questa, nota soprattutto come “Madonna delle Rose con ai lati Sant'Agostino e Sant'Antonio Abate”. Trittico che venne ultimato e collocato solo nel 1872.
Nel 2000, con gli ultimi lavori di restauro, dopo oltre un secolo e mezzo di oblio, gli affreschi sono stati nuovamente riportati alla luce e restituiti al loro splendore. Si tratta di tecnica mista: affresco e mezzo fresco (pittura a calce), con rifiniture a secco.
È evidente che Girolamo Varni non riproduce, nell'affresco della cappella, la tensione suscitata dal dibattito o meglio la “disputa” teologica ma piuttosto la contemplazione, la rivelazione della “verità” del messaggio cristiano. Ogni personaggio accompagna il successivo in un crescente moto ed in una fascinosa sequenza capace di rivelare nel suo insieme, quasi fosse una sottile sceneggiatura, la potenza mistagogica delle Scritture quale testimonianza di fede nella vita reale. A tutto questo, visto che l'affresco ne è privo, è stato dato il titolo: il trionfo della fede.

### Il Mastio

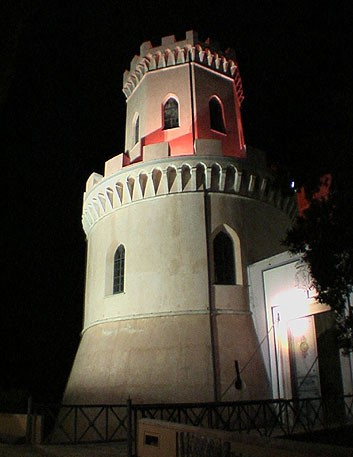
La torre Mastio

Da sempre emblema del castello per l'eccellenza, il Mastio si erge con la sua statura di gigante, sorprendendo ancora oggi per l'imponenza della base scarpata, abilmente coniugata con l'eleganza delle finestre ad arco e delle torri merlate.
Tipici esempi di architettura militare Aragonese, il Mastio e le altre torri del Castello mostrano forma cilindrica, a base larga, con scarpate che salgono fino ai due terzi della loro altezza. Anima del Mastio è la vertiginosa scala a chiocciola in ferro voluta dai Compagna, si riavvolge su se stessa per tutta l'altezza della torre, in un crescendo di decori ed affreschi eseguiti dal pittore fiorentino Girolamo Varni attorno al 1870. Il Mastio si divide in quattro livelli fino ad arrivare in cima alla torre, ogni livello ha la sua caratteristica diversa dagli altri:
- Il primo livello (non visitabile), che doveva far parte della struttura più antica del castello, è affrescato solo nella volta con motivi geometrici monocromatici.
- Il secondo livello è il più ricco dei quattro livelli con episodi tratti dalla Gerusalemme liberata di Torquato Tasso[2]
- Il terzo livello vi sono le quattro Virtù Cardinali (fortezza, prudenza, giustizia e temperanza) alternate e collegate ad episodi di scene di mitologia greco-romano.[2]
- Il quarto e ultimo livello del Mastio (non visitabile) con affreschi di numerosi scudi effigiati ad intervalli regolari lungo il perimetro della volta sulla quale spiccano regali figure assise in trono, contornate dai simboli del loro potere.

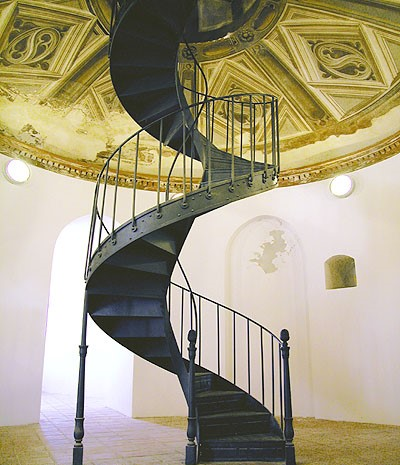
Piano terra con scala a chiocciola
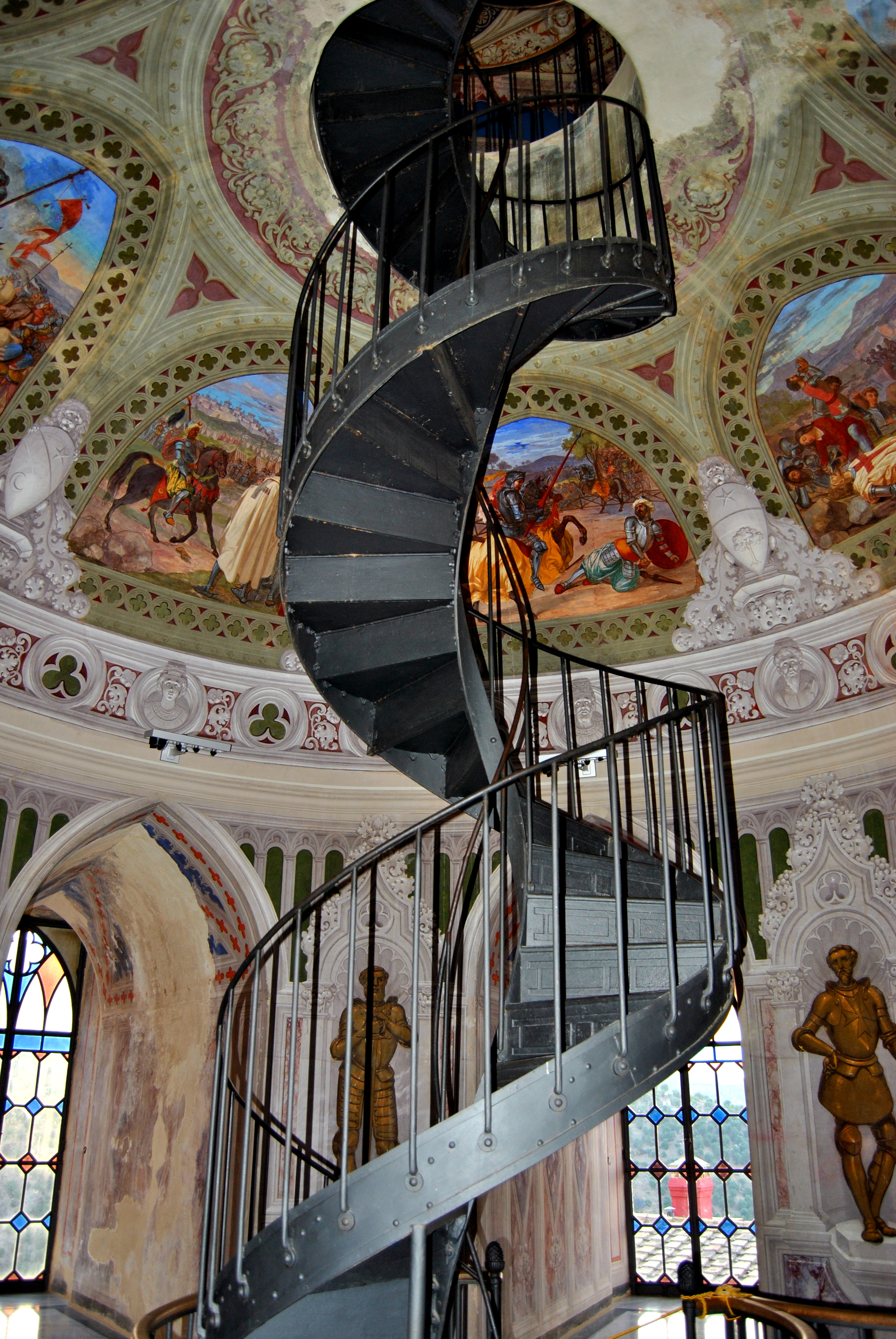
Secondo livello
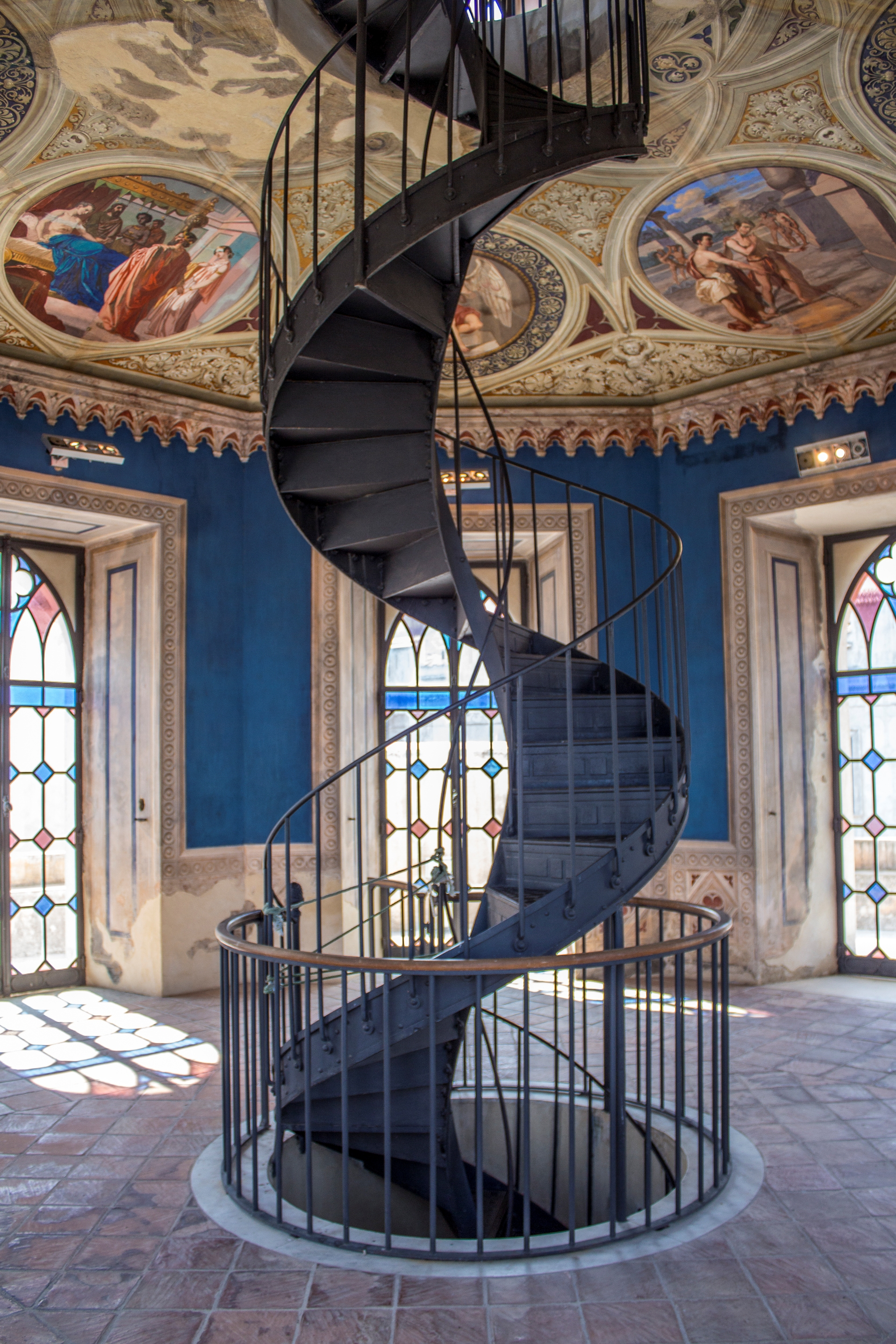
Terzo livello
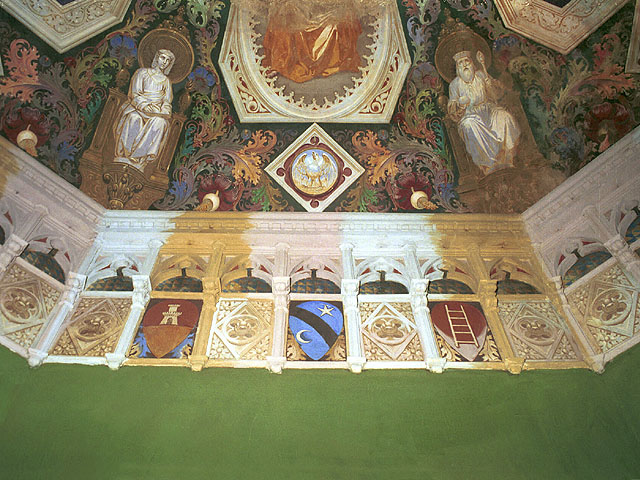
Una facciata del quarto livello